# Margarita Koczanowa
Margarita Koczanowa (belarussisch Маргарыта Качшанава; Marharyta Katschanawa; * 1. Februar 1999 in Hrodna) ist eine polnische Mittelstreckenläuferin belarussischer Herkunft, die sich auf die 800-Meter-Distanz spezialisiert hat und seit November 2021 für Polen startberechtigt ist.

## Sportliche Laufbahn
Erste internationale Erfahrungen sammelte Margarita Koczanowa beim Europäischen Olympischen Jugendfestival 2015 in Tiflis, bei dem sie in 2:09,86 min den vierten Platz im 800-Meter-Lauf belegte. Im Jahr darauf schied sie bei den erstmals ausgetragenen Jugendeuropameisterschaften ebendort mit 2:12,83 min im Halbfinale aus und belegte mit der Sprintstaffel (1000 Meter) in 2:09,61 min den vierten Platz. 2018 schied sie bei den U20-Weltmeisterschaften in Tampere mit 2:06,53 min im Semifinale aus und bestritt daraufhin bis zu ihrem Nationenwechsel 2021 keine internationalen Wettkämpfe. 2023 schied sie für Polen bei den Halleneuropameisterschaften in Istanbul mit 2:06,00 min im Vorlauf über 800 Meter aus. Im August belegte sie bei den World University Games in Chengdu in 2:04,86 min den vierten Platz und siegte mit der polnischen 4-mal-400-Meter-Staffel in 3:32,81 min. Kurz darauf schied sie bei den Weltmeisterschaften in Budapest mit 2:03,23 min in der ersten Runde über 800 Meter aus.
2023 wurde sie polnische Hallenmeisterin im 800-Meter-Lauf.

## Persönliche Bestzeiten
- 400 Meter: 53,46 s, 10. Juni 2023 in Warschau
  - 400 Meter (Halle): 11. Februar 2023 in Spała
- 600 Meter: 1:27,23 min, 14. Mai 2023 in Krakau
- 800 Meter: 2:01,38 min, 5. Juni 2022 in Chorzów
  - 800 Meter (Halle): 2:02,36 min, 8. Februar 2023 in Toruń